# Granlidtjärnen, Västerbotten
Granlidtjärnen är en sjö i Skellefteå kommun i Västerbotten och ingår i Sävaråns huvudavrinningsområde. Sjön har en area på 0,0391 kvadratkilometer och ligger 349,3 meter över havet.

## Delavrinningsområde
Granlidtjärnen ingår i det delavrinningsområde (718304-167686) som SMHI kallar för Ovan 718225-167596. Medelhöjden är 368 meter över havet och ytan är 1,37 kvadratkilometer. Det finns inga avrinningsområden uppströms utan avrinningsområdet är högsta punkten. Vattendraget som avvattnar avrinningsområdet har biflödesordning 2, vilket innebär att vattnet flödar genom totalt 2 vattendrag innan det når havet efter 135 kilometer. Avrinningsområdet består mestadels av skog (96 procent). Avrinningsområdet har 0,04 kvadratkilometer vattenytor vilket ger det en sjöprocent på 3,8 procent.